# Lucien Alfonsi
Lucien Joseph Alfonsi (en corse Lucianu Ghjaseppu Alfonsi, né le 13 août 1912 à Brando et mort le 4 juin 1986 à Bastia) était un politicien français, directeur de la propagande de la Milice française durant la Seconde Guerre mondiale puis l'un des fondateurs de l'Action régionaliste corse. Il est principalement connu pour son discours La Corse éternelle et pour avoir co-fondé le journal Arritti.

## Biographie
Lucien Joseph Alfonsi est né à Brando dans une famille corse. Il est titulaire d'un baccalauréat en philosophie et part faire des études à Lyon, qu'il arrête pour se marier.
En 1936, il occupe  un poste de professeur d'histoire à Saint-Étienne. Entre-temps, il adhère au Parti social français du colonel De la Rocque. Il devint le rédacteur du «Mémorial de Saint-Étienne» en 1937, poste qu'il occupera jusqu'en 1941.

## Seconde guerre mondiale
De 1941 à 1942, il est rédacteur du Progrès de Lyon, qu'il quitte alors que le journal se saborde.
La même année, il fait la connaissance de Paul Creyssel, directeur du secrétariat de l'information du régime de Vichy. Alfonsi est alors nommé délégué départemental de Haute-Vienne. Il était également chargé de contrôler la presse locale.
En 1944, Alfonsi devient speaker pour Radio-Limoges. C'est cette année là qu'il est sollicité pour adhérer à la Milice française fasciste, il refusa en premier lieu d'y adhérer à cause de ses mauvaises relations avec le chef de la section locale de la milicer. Puis les relations se réchauffent et il finira par s'y engager.
Alors que la Libération de la France en fin 1944 devint une réalité, Alfonsi se réfugie à Sigmaringen aux côtés du Maréchal Pétain et des durs de la collaboration). Là-bas, il est nommé directeur de la propagande de la Milice à Ulm en octobre 1944, puis devient le speaker de la radio «Ici la France » à Sigmaringen, radio qui sera supprimée par les nazis en 1945.

## Après-guerre
Alfonsi participe aux événements d'Aléria aux côtés d'Edmond Simeoni et des paramilitaires nationalistes corses.
Plus tard, il co-fonde le journal Arritti fondé par Max Simeoni. En 1976, à la suite de la destruction de milliers d'hectolitres de vin le 26 novembre de cette année par le Front de libération nationale corse, acte accompagné d'un vol de 9000 francs aillant indigné de nombreux ouvriers corses, Alfonsi, en tant que militant autonomiste, a prié les protagonistes d'éviter de déclencher un affrontement entre Corses.
Alfonsi meurt le 4 juin 1986 à Bastia.